# Thalia Flora-Karavia
Thalia Flora-Karavia (în greacă Θάλεια Φλωρά-Καραβία, n. 1871, Siatista⁠(d), Epir-Macedonia de Vest⁠(d), Grecia – d. 1960, Atena, Regatul Greciei) a fost o artistă greacă și membru al Grupului de la München. Este cel mai bine cunoscută pentru schițele sale cu soldați aflați în război. 

## Viață
Thalia Flora s-a născut în 1871 în Siatista, Macedonia de Vest. În 1874 s-a mutat împreună cu familia sa la Istanbul. Acolo a obținut o bursă care i-a permis să studieze în perioada 1883-1888 la Școala Zappeion pentru fete. După absolvire a lucrat ca profesor timp de un an. A decis să studieze pictura și în 1895 s-a mutat la München, unde a lucrat cu Georgios Jakobides (1853-1932) și Nikolaos Gyzis (1842-1901). Ca femeie, nu a putut urma cursurile Academiei de Arte Frumoase din München, dar a urmat cursuri de desen și pictură într-o școală privată. A studiat alături de artiști precum Nikolaos Vokos (1859-1902), Paul Nauen (1859-1932), Anton Ažbe (1862-1905) și Walter Thor (1870-1929). S-a întors la Istanbul în 1898, apoi a revenit în Munchen până în 1900.
Flora a călătorit în diferite orașe din Europa. În 1906 a organizat o expoziție comună la Atena cu Sophia Laskaridou . În timp ce vizita Egiptul în 1907, s-a căsătorit cu jurnalistul Nicholas Karavia. Orașul Alexandria a fost casa ei pentru următorii treizeci de ani, unde a fondat și a condus o școală de artă. În timpul Războaielor Balcanice din 1912-1913, ea a decis să urmeze trupele grecești în calitate de corespondent al ziarului Alexandrina care era condus de soțul ei. Desenele sale au înregistrat viața soldaților, refugiaților și a victimelor într-un stil aproape impresionist. Ele au fost publicate în cartea din 1936 Impresii din războiul din 1912-1913 din Macedonia și Epirus. Ea a înregistrat, de asemenea, Campania din Asia Mică din 1921 și Frontul albanez în timpul războiului greco-italian din anii 1940-1941.
În 1940, Flora-Karavia s-a mutat în Grecia, unde a trăit pentru restul vieții. A murit la Atena în 1960.

## Lucrări
Thalia Flora a început să-și expună lucrările în 1898 și a fost prezentată în numeroase expoziții solo și de grup în Grecia și în alte țări, inclusiv "Parnassus" la Expoziția Universală din 1900 în Paris, Istanbul în 1901 și 1902, Atena în 1903. Cairo în 1909, Roma în 1911 și Bienala de la Veneția în 1934. 
Opera lui Thalia Flora-Karavia include o gamă largă de teme, printre care portrete, peisaje, scene de viață, scene de gen și ilustrații de carte. La început ea a urmat regulile conservatoare ale Academiei, dar a adoptat mai târziu concepte din impresionism și din en plein air (pictură în aer liber - în exterior).
Muzeul de Război din Atena conține o colecție mare de desene în acuarelă și pasteluri realizate de către Flora-Karavia în războaiele balcanice și în războiul grec din Asia Mică în 1921. Schițele descriu Bătălia de la Bizani din februarie 1913, un spital improvizat la Filippiada, udatul cailor, cuptoarele de pâine portabile, regele Constantin I al Greciei și personalul său și așa mai departe.
Aproximativ 70 de schițe ale războiului au fost achiziționate de artistă în 1957 și au fost donate Galeriei Municipale de Artă din Ioannina.

## Legături externe
- Expoziție Thalia Flora-Karavia Arhivat în 28 martie 2019, la Wayback Machine., nationalgallery.gr

## Vezi și
- Listă de pictori greci